# Denis Karjagin
Denis Karjagin, bułg. Денис Карягин (ur. 28 września 2002 w Burgasie) – bułgarski siatkarz, grający na pozycji przyjmującego, reprezentant kraju.
3 września 2022 roku ogłoszono, że został zawodnikiem polskiego klubu Grupy Azoty ZAKSY Kędzierzyn-Koźle.
Bułgar przeszedł do ZAKSY na zasadzie wypożyczenia na sezon 2022/2023 z włoskiego klubu Vero Volley Monza. 10 stycznia 2023 roku klub poinformował o rozwiązaniu kontraktu z Karjaginem za porozumieniem stron. Karjagin sezon dokończył w barwach francuskiego Spacer’s de Toulouse.
28 września 2024 roku miał operację usuwającą raka przeprowadzoną w lewym jądrze.

## Kariera klubowa
| Sezon     | W klubie          | Klub                               |
| 2018/2019 |                   | Neftochimik 2010 Burgas            |
| 2019/2020 |                   | Neftochimik 2010 Burgas            |
| 2020/2021 |                   | Neftochimik 2010 Burgas            |
| 2021/2022 | Vero Volley Monza |                                    |
| 2022/2023 | do 10.01.2023     | Grupa Azoty ZAKSA Kędzierzyn-Koźle |
| 2022/2023 | od 10.01.2023     | Spacer’s de Toulouse               |
| 2023/2024 | do 01.2023        | Spacer’s de Toulouse               |
| 2023/2024 | od 13.01.2024     | Lokomotiw Nowosybirsk              |
| 2024/2025 |                   | Fenerbahçe Medicana Stambuł        |

## Sukcesy klubowe
Liga bułgarska:
- 2019
- 2021

Puchar Bułgarii:
- 2021
- 2019, 2020

Superpuchar Bułgarii:
- 2018, 2020

Puchar CEV:
- 2022

Puchar Turcji:
- 2025[7]

Liga turecka:
- 2025[8]